# 収容所群島
『収容所群島』（しゅうようじょぐんとう、ロシア語: Архипелаг ГУЛАГ, ラテン文字転写: Arkhipelag GULAG）は、ソ連の作家、アレクサンドル・ソルジェニーツィンの記録文学。
旧ソ連における、反革命分子とみなされた人々に対しての強制収容所「グラグ（グラーグ）」への投獄、凄惨な拷問、強制労働、処刑の実態を告発する文学的ルポルタージュである。統制の厳しい本国では出版できず、1973年から1975年にフランスで発売。各国語訳が進められた結果、人権上由々しき問題として大反響を巻き起こした。当然ながらソ連では禁書扱いされた。ソルジェニーツィン自身は、続刊が出版されている最中である1974年に市民権を剥奪されて西ドイツへ国外追放されている。
タイトルの「収容所群島」とは、広大なソ連領内の各地に点在する収容所の分布のありようを、大海中に点在する島々になぞらえた表現である。
ル・モンド20世紀の100冊にて、15位とされた。

## 内容
各章の題は木村浩訳。

### 第1部　牢獄産業
1　逮捕
「群島」へ死にに行く人々はまず逮捕される。
2　わが下水道の歴史
収容所に送られた人々の歴史は1917年に始まる。刑法58条（国家への反逆罪）がもっともよく使われた。
3　審理
逮捕者の審理に使われる多くの拷問法。
4　秘密警察
「群島」へ人を送る取調官には、指令の正確な実行と無慈悲さが要求される。
5　初監房－初恋
囚人にとって最初の監房は、同類の囚人たちが初めて出会う場所である。
6　その年の春
1945年春、ドイツの捕虜になっていた兵たちは、ソ連帰国後に囚人となった。
7　機関室のなかで
判決は特別審議により決められる。正式な裁判ではない。
8　幼児期の法
1917-1920年の5つの公開裁判の紹介。
9　法は成人する
1920年代前半の5つの公開裁判の紹介。
10　法は成熟する
1920年代後半-1930年代の公開裁判の紹介。
11　死刑
死刑の歴史。臨時政府は1917年に死刑を廃止したが、1918年に復活。1937-8年の2年間には100万人近くが死刑になったという。
12　禁錮
収容所以外の禁錮刑もあった。有名人など、一般囚人に混ぜてはならない人々の刑として。

### 第2部　永久運動
1　群島の船
「群島」の島々の間を囚人は運ばれる。囚人車輌や護送車で。
2　群島の港
ソ連のほぼすべての町に中継監獄がある。そこは囚人が収容所の生活に順応するための準備の場所でもある。収容所では「一般作業」だけは避けるように作者は教えられた。
3　奴隷キャラバン
貨物列車、だるま船、徒歩による囚人輸送。
4　島から島へ
特別護送という方法もある。囚人と護送兵は、一般人の乗る列車にさりげなく相乗りする。

### 第3部　絶滅＝労働収容所
1　オーロラの指
1918年7月の法務人民委任部の「臨時指令書」によって収容所群島が誕生した。
2　群島は海から浮び上がる
帝政時代からあったソロフキ島修道院監獄は、1923年に特別収容所になった。
3　群島は癌腫を転移さす
1928年から特別収容所はソロフキ島の外へ増殖をはじめた。最初の大事業として、1933年に白海運河が作られた。
4　群島は冷酷になる
群島の歴史で、いつが人間にとって最もつらかったか。戦時中に軍配があがる。
5　群島の基盤
群島の運営基盤として、差別食運用制度、作業班、インチキがある。
6　ファシストどもが運ばれてきた！
「ファシスト」とは58条違反者の別名。作者自身の経験を交え、収容所生活の第1日めを描写。
7　群島住民の生活
収容所では多く働けば配給食も増えるが、消費エネルギー増大の補充には足らない。つまり「大きな配給食が死をもたらす。」
8　収容所のなかの女性
収容所に年頃の新入女囚が来ると、男特権囚に誘われる。彼らの女になれば、暖かく、食べ物のある生活ができるのだ。
9　特権囚
特権囚とは一般作業を免れ、軽労働を職とする囚人。収容所から生きて出られる可能性が高い囚人。
10　政治犯の代りに
ソ連では政治犯の代りに、58条違反で多くの名もない人が収容所に入れられた。
11　忠誠派の人びと
正統派共産党員が逮捕される事もある。彼らはソ連自体がおかしいのではなく、自分の逮捕についてだけ何か間違いがあったのだと信じている。
12　密告
収容所の管理のために密告も奨励される。ただし資料が少なく、作者自身の経験が語られる。
13　一皮剥がしたら、もう一皮剥がせ！
収容所入所中に、さらにもう一期の刑期を宣告される事もある。特にそれが多かったのは1938年。
14　運命を変えること！
脱走を試みる囚人もいる。収容所周囲の現地住民はすすんで脱走者を捕まえた。当局による報酬が高額なので。
15　懲罰
囚人らはなんらかの理由をつけられて懲罰監房や、労働作業つきの懲罰構内に送られる。
16　社会的近親分子
社会的近親分子とは58条によらない、一般の犯罪者。58条組にくらべ優遇された扱いを受ける。
17　少年囚
1935年から12歳以上の犯罪者も収容対象になった。彼らは数日で「群島」に順応する。すなわち、力だけが正義であると知る。
18　収容所群島のミューズたち
収容所には文化教育部があり、素人演芸会や合唱会も企画される。
19　民族としての囚人たち
囚人がZ/K「ゼック」という民族を構成していると考えた論考。
20　犬の務め
収容所役人には共通の特徴がある。傲慢、専横、貪欲、好色、悪意、残忍。
21　収容所周辺の世界
収容所周辺の運転手や技師などの自由雇用人と収容所との関係。
22　われらは建設する
白海運河に始まる、収容所囚人たちによって行われた大事業のリスト。

### 第4部　魂と有刺鉄線
1　向上
収容所は人の心を変える。あなたは自分の弱さを知った。だから、他人の弱さも理解できるようになったのだ。
2　それとも堕落か？
収容所で堕落するのは、収容所へ入る以前に心が豊かでなかった人びとである。
3　打ちのめされた娑婆
群島の外の世界も群島の毒に冒された。その影響を10項目あげる。
4　若干の運命
誇り高い2人の囚人の運命を描く。

### 第5部　徒刑
1　死を運命づけられた人びと
1943年にスターリンは徒刑を復活させた。1948年には特殊収容所が創設され、58条組はそちらへ送られた。
2　革命のそよ風
特殊収容所の刑期は10年でなく、25年が普通となった。この刑期は囚人に新しい気運を生んだ。そんな刑期をつとめるのは不可能だ。ならば、いちかばちか．．
3　鎖、また鎖
作者が1950年に入所したエキバストゥーズ特殊収容所。この9月にテンノとジュノダークがここから脱走した。
4　どうして我慢したのか？
囚人にどんな反抗手段があるか？世論が味方してくれなければ、脱走か暴動しかない。
5　石の下の詩と真実
作者はエキバストゥーズに来る2年前から叙事詩を作るようになった。頭の中だけで。紙に書いて看守に見られてはならない。
6　確信にみちた脱走囚
ゲオルギィ・テンノは1948年に逮捕され、25年を宣告された。彼は脱走を決心し、1950年9月にエキバストゥーズで決行した。
7　白い仔猫
テンノが脱走時、自動車の強奪に失敗したため、ステップを20日歩いた。出会った一般人から国内旅券などを奪えば脱走は完成だ．．しかし彼にはそれはできなかった。
8　道徳を伴った脱走と高度な技術を伴った脱走
6つの脱走計画。いずれも失敗した。
9　自動小銃をかかえた若者たち
収容所の警備兵たちも、みずからこの職を志願したわけではない。軍事委員会に招集され、彼らなりに祖国に忠誠を尽くす。
10　構内で足下の地面が熱くなるとき
特殊収容所では58条組が集められ、一般犯罪者は少数だった。すると、収容所内の盗難事件がなくなった。囚人はお互いを信用し、協力するようになった。
11　手探りで鎖を破る
1952年1月、エキバストゥーズで囚人のストライキが起こった。そこの囚人の一部が他の収容所へ運ばれると、その情報が広まっていった。
12　ケンギルの40日
収容所群島史上最大の反乱は、1954年5-6月、ケンギル収容所で起こった。しかしT-34戦車が投入され、鎮圧された。

### 第6部　流刑
1　自由時代初期の流刑
ソ連の流刑は1922年の強制移住から始まった。
2　百姓の悪疫
1929-30年に、農業の集団化が行われた。コルホーズへ加入しない、「富農」とされた農民1500万人は、シベリアなどへ強制移住させられた。
3　流刑地は濃密になる
カラガンダは代表的な流刑都市。ただし流刑地で仕事にありつくのは、都市が小さいほど難しい。コルホーズでは収容所と違って、配給パンさえないこともある。
4　諸民族の強制移住
1937年に朝鮮人たちがカザフスタンへ送られた。1941年にヴォルガのドイツ人たちが移住させられた。そしてバルト人、タタール人、ギリシャ人、チェチェン人．．．
5　刑期を終えて
刑期を終えた囚人たちは、次に流刑となる。1953年、作者も流刑となり、学校教師の職を申し込んだ。そしてラジオでうれしいニュースを聞いた。スターリンが死んだのだ！
6　流刑囚のささやかな幸福
作者は数学と物理の教師になれた。フルシチョフの時代になって、58条組の流刑が廃止され、作者も自由の身になった。
7　娑婆へ出た囚人たち
流刑にされずに、本当に釈放された囚人は、住民登録がなければ就職できない。就職していなければ、住民登録ができない。

### 第7部　スターリン死後
1　今になって切り捨てるだなんて
1962年、作者は『イワン・デニーソヴィチの一日』を発表した。読者から手紙が殺到した。しかし1964年を最後に、彼の作品は発表禁止となった。
2　為政者たちは変わるが「収容所群島」は残る
1954-1956年は、「収容所群島」史上もっとも自由な時代だった。1961年に規律が改定され、現在の収容所となった。
3　今日の法律
1962年にノヴォチェルカースクの電気機関車工場からストライキが起こった。軍隊が集結し、群集に一斉射撃をした。その他の事件を含め、この国に法律はないと結論する。

## 日本語訳
- ソルジェニーツィン 『収容所群島 1918-1956 文学的考察』各・全6巻、木村浩訳

新潮社、1974年-1977年、新潮文庫、1975-1978年。ブッキングにて復刊、2006年-2007年

## 関連文献
- ジョヴァンニ・グラッツィーニ『収容所群島への道　ソルジェニーツィンの愛と苦悩』花野秀男訳、二見書房、1974年。
- 原卓也ほか 著、ロシア手帖の会 編『ソルジェニーツィンを考える』集英社、1975年。
- クロード・ルフォール『余分な人間　『収容所群島』をめぐる考察』宇京頼三訳、未来社〈ポイエーシス叢書 10〉、1991年10月。ISBN 4-624-93210-2。 - 原タイトル：Un homme en trop。
- ナターリヤ・レシェトフスカヤ『私のソルジェニーツィン　前夫人の回想記《時間との論争》』中本信幸訳、サイマル出版、1974年。ISBN 978-4-377-20227-4。
- ジャック・ロッシ、ミシェル・サルド『ラーゲリのフランス人　収容所群島・漂流24年』外川継男訳、恵雅堂出版、2004年9月。ISBN 4-87430-031-6。 - 原タイトル：Jacques, le francais。